# 國內移民計劃
國內移民計劃（英語：transmigration program）是由荷屬東印度殖民政府提出的一項人口遷移計劃，內容是把沒有土地的人士從人口最稠密的爪哇島，以及人口密度較高的巴厘島和馬都拉島永久遷移到人煙稀疏的加里曼丹島（即婆羅洲）、蘇門答臘島、蘇拉威西島、摩鹿加群島和西巴布亞（即新幾內亞西部的印尼領土）；1945年印尼獨立後，印尼政府也延續了這個政策。該計劃現由农村、落后地区发展与移民部協調管理。
本計劃的宗旨是消除爪哇島的貧窮現象，舒緩爪哇島人口過多的問題，給予辛勤勞動的貧民重新開始的機會，以及善用人力開發外島的自然資源，但也因為外島原居民擔憂新移民會把在地社群爪哇化和伊斯蘭化而受到爭議，以至於激起原居民和新移民之間的社群暴力事件，甚至助長外島的分離主義運動。本計劃遷移的人口主要是爪哇人和馬都拉人，也有一些是來自人口密度較高的地區，例如峇里島印度教徒。。

## 歷史

### 荷屬東印度時期

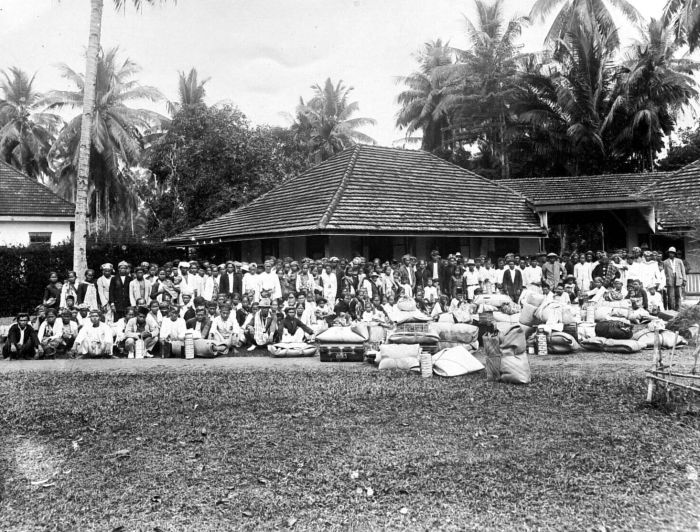
荷屬東印度時期在蘇門答臘島工作的爪哇裔契約工人（約1925年）。

本計畫由荷屬東印度政府在19世紀初期提出，目的是舒緩爪哇島的人口壓力，為蘇門答臘島的種植園提供勞動力。在殖民時期的最後幾年（1940年代初期），本計劃所遷移的人口數量曾一度減少，但印尼獨立後維持了這一計劃，以以緩解第二次世界大戰後蘇卡諾總統執政二十年期間，印尼各地，特別是爪哇島的糧食短缺和經濟疲軟問題。
人口遷移數目在1929年達到高峰，有26萬多契約工人遷入蘇門答臘島東岸，其中23萬5000人來自爪哇。這些契約工人從事的是苦力的工作，如果有人要求提前與雇用者結束契約，會受到苦役的懲罰。苦力的死亡率很高，虐待是常見現象。

### 印尼獨立後時期
印尼在1949年獨立後，由蘇卡諾總統執政，繼續執行人口遷移計畫，並將移民送到群島中更多的地區，包括西巴布亞）。在1979年至1984年的高峰期，有535,000個家庭（近250萬人）受到移民的安排。這類移民對某些地區的人口結構產生重大影響；例如在1981年，蘇門答臘島南部楠榜省的300萬人口中有60%是移民。在1980年代，這類遷移計劃由世界銀行和亞洲開發銀行，以及贊同独裁總統蘇哈托反共政策的西方政府共同協助。然而，由於1979年的第二次石油危機，加上運輸成本增加，遷移的預算和計劃受到大幅削減。
經歷1997年的亞洲金融風暴和1998年蘇哈托下台之後，印尼政府因經費不足，而在2000年8月再次縮減移民項目的規模。
印尼鄉村、落後地區開發及人口遷移部歷經改組數次，但仍掌管人口遷移事務，但規模較幾十年前已小甚多。這個部門每年協助大約15,000個家庭（近60,000人）的移民事項。近年來遷移的人數逐漸增加，政府在2006年的預算達到2.7億美元（2.3兆印尼盾）目標是遷移20,500個家庭。遷移作業在2019年再次強化。

## 目標
根據印尼政府內部和經濟發展領域中支持這種計畫者的說法，計劃的既定目的是把數百萬印尼人從人口稠密的爪哇島、巴厘島和馬杜拉島轉移到人口稀少的外圍島嶼，達到平衡人口密度的目的。透過提供土地和創造收入的機會給無產者，以減緩貧窮的問題。而人口稀少島嶼上的自然資源受到充分利用，國家整體會因此受益。
而這種計畫的目的可能是透過創建及強化單一的印尼國族認同來取代區域認同，以鼓勵國家統一。印尼政府的官方立場是，“原住民”和遷移者並無區別，因為印尼是個“原住民組成的國家，由原住民治國，為自身謀取福利”。印尼政府主張使用“弱勢群體”的稱法，而群體包括部落群體和城市貧民。

## 效果

### 經濟
在許多案例顯示這項計劃未能達到改善移民生活的目標。新地點的土壤和氣候通常不如爪哇和巴厘島的火山土壤所具有的生產力。而移入者未曾擁有過土地，缺乏耕作經驗，更遑論具備妥善利用新土地的技能，而無法為自己創造成功的機會。

### 環境
這類人口遷移活動，把大量人口移入原來人跡罕見雨林中所建立的“移民村”，而加速脆弱雨林受到砍伐的機會。大批人在這片土地上定居的結果，自然資源遭受耗盡，森林隨之消失。

### 社會和政治影響
這個遷移人口的計畫讓不同族群之間發生接觸，繼而發生衝突。例如在1999年，在加里曼丹島上的達雅族人聯合馬來族人與遷入的馬都拉族人之間發生衝突（參見三發縣暴亂），在2001年，達雅族人和馬都拉族人再度爆發衝突（稱為桑皮特鎮暴亂），數千人因此死亡，數千馬杜拉人流離失所。把外地人口遷移進入巴布亞省和西巴布亞省也產生爭議，當地人大多信奉基督教。一些巴布亞人指責印尼政府，通過遷移人口以在當地實現伊斯蘭化。

## 統計數字
這個移民計畫主要是為舒緩爪哇島及馬杜拉島過度擁擠的人口問題。1930年爪哇島的人口占印尼人口的69%，1961年下降到65%，1971年下降到64%，1980年下降到62%。印尼其他島嶼只容納一小部分人口。根據估計，1795年爪哇的人口為350萬，1815年為450萬，在接下來的30年中達到900萬。在1880年達到1,950萬，到1940年再次翻了一倍。到1980年，爪哇人口達到9,130萬。即使在爪哇境內，人口分佈也不均勻，人口主要集中在灌溉良好的土地上。
根據紀錄，印尼在1905-1989年間遷移的人口中包含1,051,210個家庭，總人數為4,866,394人。來自爪哇島和馬杜拉島的移民讓遷入地的人口大增，特別是在蘇門答臘島、加里曼丹島和西巴布亞。
移民絕大多數是爪哇族和/或穆斯林。偶有例外，例如在1994年，當東帝汶還是印尼的領土時（該國在2002年5月宣布獨立），最大的移民群體是信奉印度教的巴厘島人（1,634人），其次是信奉天主教的爪哇人（1,212人）。

## 批評
原住民把這個移民計劃視為印尼政府擴大取得其他地區經濟和政治控制權的手段，方法是讓與爪哇島關係更密切並忠於印尼國家的移民遷入。對居住在加里曼丹島的達雅族人更是如此。
與這些項目相關所產生的環境損害，與其說是出於無知，不如說是實施過程中的疏忽、隨訪不力和缺乏責任感的結果。許多環境問題在評估時被提出：水土可能流失、土壤養分可能降低、預防病蟲害及疾病的準備、對野生動植物和森林砍伐可能產生的不利影響、對原住民的影響以及需要加強開發者管理自然資源的能力。但在事後審計時發現相關單位所提的緩解措施通常不切實際，而且政府監管作為不足。

### 巴布亞
在巴布亞省和西巴布亞省，遷移計劃導致當地原住民巴布亞人在幾處的人口總數少於非巴布亞裔人（主要是南島民族）。根據推動巴布亞獨立運動者的說法，巴布亞人在新幾內亞估計已生活長達50,000年，但在不到50年的時間裡，就被移入的爪哇人的數目所超越。運動者批評遷移計劃是“以慢動作方式對巴布亞人進行種族滅絕的手段之一。”。由於文化差異，特別是在行政管理以及文化議題（如裸體、飲食和性等）上，導致移民、國家和原住民之間發生公開衝突。宗教信仰也是問題所在，巴布亞人絕大多數或信仰基督教，或是抱持傳統部落信仰，但這些外來移民幾乎全是伊斯蘭教信徒。也發生有些印尼人透過組織運作，把原住民兒童送往伊斯蘭宗教學校就讀的情事。
由於國內移民計畫，巴布亞有很高的人口增長率。
批評這個計畫的人認為，大量資源被浪費用於安置無以為生的窮人，同時造成廣泛環境破壞和部落人民滅絕。又引進大型美國和澳大利亞礦業公司進入當地從事露天開採，破壞環境。
佐科·維多多總統在在2015年6月正式停止這項移民進入巴布亞的計劃。

## 外部連結
- "Indonesia’s Transmigration Programme: An Update" （页面存档备份，存于）, 2001 report by M.Adriana Sri Adhiati and Armin Bobsien (ed.) for "Down to Earth," a UK-based organization working on Indonesian environmental issues. Many details on the Suharto-era program and the changes since then. DtE is highly critical of transmigration.
- Transmigration Settlement by Regency in Papua 2000–2003, Badan Pusat Statistik, Indonesian government.
- Golden promises - Indonesian migrants find themselves pawns in a war for control of West Papua.